# Puchar Narodów Afro-Azjatyckich
Puchar Narodów Afro-Azjatyckich – nieistniejące już rozgrywki piłkarskie pomiędzy reprezentacjami - zdobywcami Pucharu Narodów Afryki oraz Pucharu Azji lub igrzysk azjatyckich organizowane co dwa lata przez AFC i CAF.

## Historia
Zapoczątkowany został w 1978 roku przez AFC i CAF jako Puchar Narodów Afro-Azjatyckich. W turnieju uczestniczyły reprezentacje Iranu oraz Ghany. W pierwszym meczu Iran pokonał Ghanę 3:0, ale trofeum nie przyznano, ponieważ drugi mecz został odwołany ze względu na problemy polityczne w Iranie.
Dopiero w 1985 odbyła się pierwsza edycja Pucharu Narodów Afro-Azjatyckich. Azję reprezentowała drużyna Arabii Saudyjskiej jako zwycięzca turnieju piłki nożnej igrzysk azjatyckich w 1984 roku, a Afrykę - Kamerun jako zdobywca Pucharu Narodów Afryki 1984. Pierwszy mecz rozegrano w Kamerunie, a drugi w Arabii Saudyjskiej. Pierwszy turniej wygrała reprezentacja Kamerunu.
Edycje 1989 i 2005 zostały anulowane. Edycja 1997 została przeniesiona na 1999 rok, a „prawdziwa” edycja 1999 (między Egiptem i Iranem) została również odwołana. Turniej został zawieszony przez CAF po tym, jak 30 lipca 2000 roku przedstawiciele AFC poparli Niemcy zamiast RPA w głosowaniu na organizację Mistrzostw Świata 2006. Turniej miał być wznowiony w 2005 roku meczem Tunezja-Japonia, ale potem został odwołany. Został wznowiony dopiero w 2007 roku pod nazwą „AFC Asia/Africa Challenge Cup”.

## Finały
| Rok            | Gospodarz                            |                   | Finał               | Finał                    | Finał |
| Rok            | Gospodarz                            | Zdobywca          | Wynik               | Finalista                |       |
| -------------- | ------------------------------------ | ----------------- | ------------------- | ------------------------ | ----- |
| 1985 Szczegóły | Kamerun · Arabia Saudyjska           | Kamerun           | 4 : 1 1 : 2         | Arabia Saudyjska         |       |
| 1988 Szczegóły | Katar                                | Korea Południowa  | 1 : 1 (4 – 3) karne | Egipt                    |       |
| 1991 Szczegóły | Iran · Algieria                      | Algieria          | 1 : 2 1 : 0         | Iran                     |       |
| 1993 Szczegóły | Japonia                              | Japonia           | 1 : 0 (dogr.)       | Wybrzeże Kości Słoniowej |       |
| 1995 Szczegóły | Uzbekistan · Nigeria                 | Nigeria           | 3 : 2 1 : 0         | Uzbekistan               |       |
| 1999 Szczegóły | Południowa Afryka · Arabia Saudyjska | Afryka Południowa | 1 : 0 0 : 0         | Arabia Saudyjska         |       |
| 2007 Szczegóły | Japonia                              | Japonia           | 4 : 1               | Egipt                    |       |

## Statystyki
| Lp.   | Drużyna                  | Mistrz | Wicemistrz | Lata triumfów |
| ----- | ------------------------ | ------ | ---------- | ------------- |
| 1.    | Japonia                  | 2      | 0          | 1993*, 2007*  |
| 2-6.  | Kamerun                  | 1      | 0          | 1985          |
|       | Korea Południowa         | 1      | 0          | 1988          |
|       | Algieria                 | 1      | 0          | 1991          |
|       | Nigeria                  | 1      | 0          | 1995          |
|       | Afryka Południowa        | 1      | 0          | 1999          |
| 7-8.  | Arabia Saudyjska         | 0      | 2          |               |
|       | Egipt                    | 0      | 2          |               |
| 9-11. | Iran                     | 0      | 1          |               |
|       | Wybrzeże Kości Słoniowej | 0      | 1          |               |
|       | Uzbekistan               | 0      | 1          |               |

* = jako gospodarz.